# Петров, Алексей Евгеньевич
Алексей Евгеньевич Петров (бел. Аляксей Яўгенавіч Пятроў; род. 30 апреля 1991, Городня, Черниговская область) — белорусский футболист, игравший на позиции нападающего.

## Клубная карьера
Свою карьеру в «Шахтёре» начал из Солигорска. Сначала он играл за дубль, а потом начал попадать в основной состав. Первую половину сезона 2012 провел в аренде в пинской «Волне», но затем вернулся в Солигорск.
В марте 2013 года на правах аренды стал игроком брестского «Динамо», а в августе перешёл в «Ислочь». В первом же матче за «волков» получил травму, из-за которой выбыл на месяц, но позже вернулся в стартовый состав. По окончании срока аренды в конце 2013 года вернулся в «Шахтёр», а в сезоне 2014 выступал в основном за дубль солигорского клуба.
С февраля 2015 года он тренировался в составе «Городеи», и в апреле подписал контракт с клубом. В декабре 2015 года продлил контракт с «Городеей» на следующий сезон. В сезоне 2016 он обычно выходил на замену в конце матча.
К сезону 2017 он готовился вместе с «Городеей», но в марте контракт был расторгнут по соглашению сторон. Позже Петров присоединился к «Ислочи». Он сыграл за команду всего в пяти матчах, и в июле 2017 года по окончании контракта покинул клуб.
В августе 2017 года стал игроком «Лиды». Он покинул команду в январе 2018 года.

## Достижения

### «Шахтёр»
- Серебряный призёр чемпионата Беларуси: 2010, 2011
- Бронзовый призёр чемпионата Беларуси: 2014
- Обладатель Кубка Беларуси: 2013/14